# 睦村乡
睦村乡，是中华人民共和国江西省吉安市井冈山市下辖的一个乡镇级行政单位。

## 行政区划
睦村乡下辖以下地区：
社背岭村、河桥村、蕉塘村、观上村、睦村、上寨村、龟边村和星台村。

## 交通
- 吉衡铁路：睦村站